# Хорија (Ботошани)
Хорија (рум. Horia) насеље је у Румунији у округу Ботошани у општини Миток. Oпштина се налази на надморској висини од 112 m.

## Становништво
Према подацима из 2002. године у насељу је живело 633 становника, од којих су сви румунске националности.